# Balengues
Los balengues, también conocidos como playeros, son una etnia bantú originaria de Guinea Ecuatorial. Habitan una estrecha franja costera al sur de Bata, entre Punta Nguba y el río Benito. También hay algunos asentamientos junto al río Ndote. La religión predominante es el catolicismo, aunque un 4 % se declara evangélico.
El idioma balengue está clasificado, al menos parcialmente, en la familia bantú. La entrada de Ethnologue lo clasifica como miembro del subgrupo B del bantú noroccidental, y Echegaray lo incluye específicamente en el grupo sheke, emparentándolo con el itemu y con el nviko.